# Hisaši Kimura
Hisaši Kimura (japonsko 木村栄), japonski astronom in geodet, * 4. oktober 1870, Kanazava, Japonska, † 26. september 1943.

## Življenje in delo
Kimura je proučeval spreminjanje zemljepisne širine na podlagi Chandlerjevega dela, ki je leta 1891 odkril pojav proste precesije Zemljine vrtilne osi pri nebesnem polarnem gibanju, Chandlerjevo kolebanje. Po njem se imenuje del variacije Kimurov člen, ki ga je odkril leta 1902, in ga povzročajo sezonski premiki zračnih in vodnih mas na Zemlji. Od leta 1899 do 1941 je bil predstojnik Mednarodnega observatorija za širino v Mizusavi.
Kimuro je leta 1936 Ameriško astronomsko društvo izbralo za častnega člana.

## Priznanja

### Nagrade
Leta 1936 mu je Kraljeva astronomska družba (RAS) podelila zlato medaljo za delo o spreminjanju zemljepisne širine.

### Poimenovanja
Po njem se imenuje udarni krater Kimura na Luni in asteroid 6233 Kimura.